# Egan Bernal
Egan Arley Bernal Gómez (Zipaquirá, 13 januari 1997) is een Colombiaans wegwielrenner en voormalig mountainbiker, die sinds 2018 rijdt voor de sinds 2021 geheten ploeg INEOS Grenadiers. Bernal werd in 2019 de eerste Colombiaan die de Ronde van Frankrijk won en was de jongste na-oorlogse renner die dat waarmaakte.

## Carrière

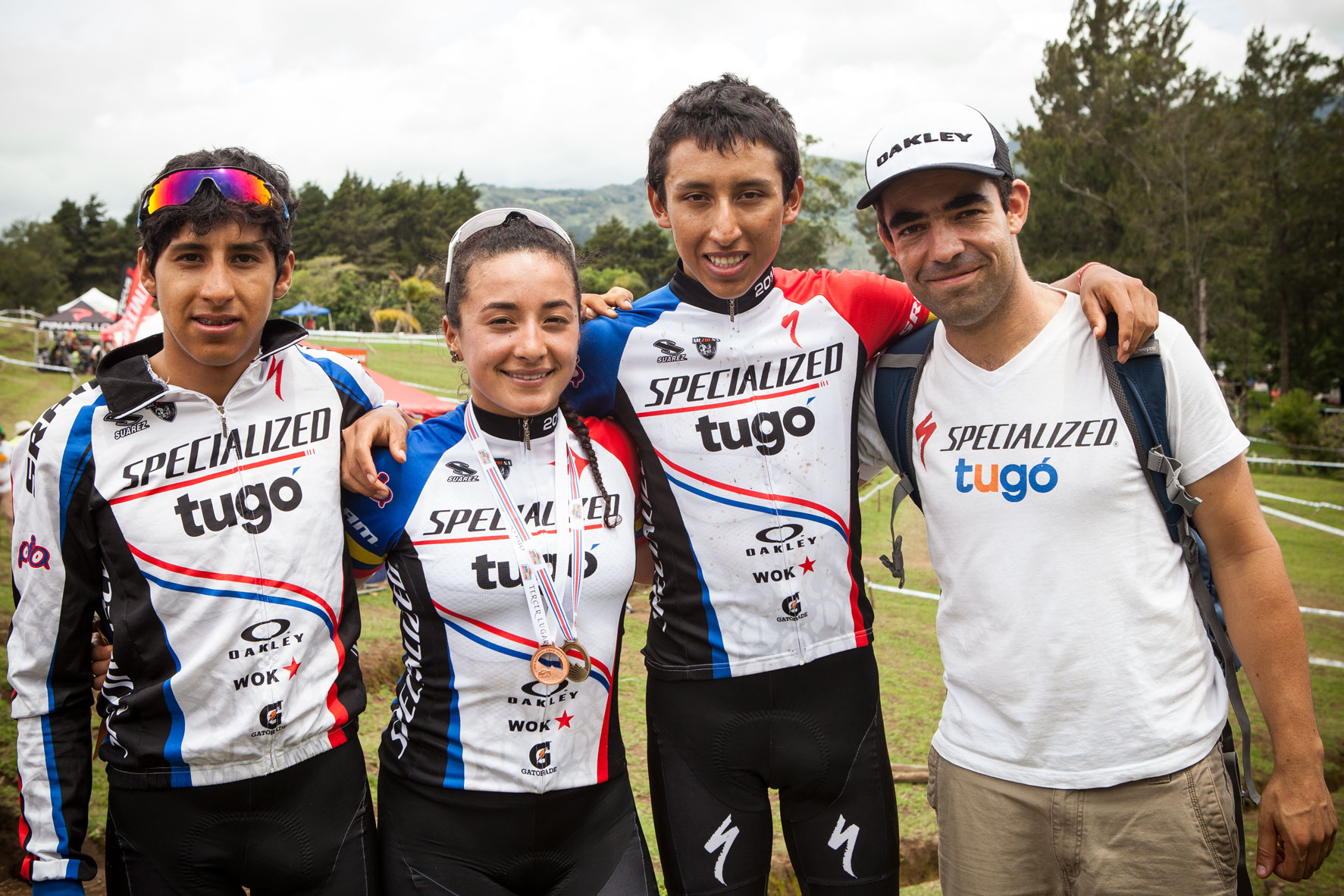
Bernal (tweede van rechts) als jonge mountainbiker

### Jeugd
Bernal is de zoon van een gids in de Zoutkathedraal in zijn geboortedorp. Hij startte zijn carrière als mountainbiker. In 2014 werd hij als eerstejaars junior vice-wereldkampioen mountainbike na de Deen Simon Andreassen. Een jaar later werd Bernal, als Pan-Amerikaans kampioen, derde achter diezelfde Andreassen en Maximilian Brandl uit Duitsland. Een doorgroei in het mountainbiken bleef uit en Bernal verhuisde naar Italië om zich om te vormen tot wegrenner.

### 2016
In 2016 werd Bernal prof bij de Italiaanse pro-continentale wielerploeg Androni Giocattoli-Sidermec. Hij tekende er een contract dat hem tot en met 2019 aan de ploeg bond. Zijn debuut maakte hij in La Méditerranéenne, waar hij indruk maakte met een achttiende plaats in het algemeen klassement en de vierde plaats in het jongerenklassement. In maart en april van dat jaar won hij het jongerenklassement in respectievelijk de Internationale Wielerweek en de Ronde van Trentino. In de eerste Ronde van Bihor-Bellotto versloeg Bernal in de eerste rit in lijn zijn ploeggenoot Rodolfo Torres, waardoor hij de leiderstrui overnam van Florian Bissinger en uiteindelijk ook het eindklassement won. In de Ronde van Slovenië werd hij vierde in het eindklassement en eerste jongere. In augustus nam hij deel aan de Ronde van de Toekomst, waar hij in de laatste drie etappes van de dertigste naar de vierde plek in het algemeen klassement steeg.

### 2017
Het seizoen 2017 begon voor Bernal in Argentinië, waar hij deelnam aan de Ronde van San Juan. Hij werd negende in het eindklassement en won het jongerenklassement. In de Tirreno-Adriatico droeg hij drie dagen de witte jongerentrui, alvorens Bob Jungels hem in de afsluitende tijdrit in het klassement voorbijging. Twaalf dagen later schreef hij wel het jongerenklassement van de Internationale Wielerweek op zijn naam, terwijl hij vierde werd in het algemeen klassement. Na een tweede plaats in de Ronde van de Apennijnen won Bernal in april het jongerenklassement van de Ronde van de Alpen. In het algemeen klassement werd hij, met een achterstand van ruim een minuut op winnaar Geraint Thomas, negende. In juli won Bernal de tweede etappe in de Ronde van Savoie, door in de 188 kilometer lange rit naar Cluses met een voorsprong van 49 seconden solo als eerste te finishen. Na de door hem gewonnen vierde etappe, een individuele klimtijdrit van bijna twaalf kilometer, nam hij de leiding in het algemeen klassement over van Stephan Rabitsch. In de laatste etappe eindigde de Colombiaan als derde, waardoor hij naast het eind- en jongerenklassement ook het puntenklassement op zijn naam schreef. In de Sibiu Cycling Tour won hij naast twee etappes ook het eind-, punten- en jongerenklassement, waarna hij in augustus aan de start stond van de Ronde van de Toekomst. Na zes etappes stond hij op de vijftiende plaats in het klassement, op minder dan vier minuten van klassementsleider Patrick Gamper. In de zevende etappe, met aankomst bergop, kwam Bernal met een minuut voorsprong op James Knox solo als eerste over de finish. Door zijn overwinning nam hij de leiderstrui over van Gamper. Een dag later verstevigde hij zijn positie door, tijdens een beklimming, de sprint-à-deux te winnen van Bjorg Lambrecht en zo zijn tweede ritwinst op rij te boeken. In de laatste etappe werd hij vierde, waardoor hij zijn eindzege veiligstelde. Diezelfde dag werd bekend dat hij in 2018 de overstap zou maken naar de World Tourploeg Team Sky. In september werd hij derde in de door Marco Zamparella gewonnen Memorial Marco Pantani. Een kleine twee weken later won hij het jongerenklassement in de Ronde van Toscane. Eind 2017 reed hij ook een klassieke rit met de Ronde van Lombardije waar hij als dertiende eindigde.

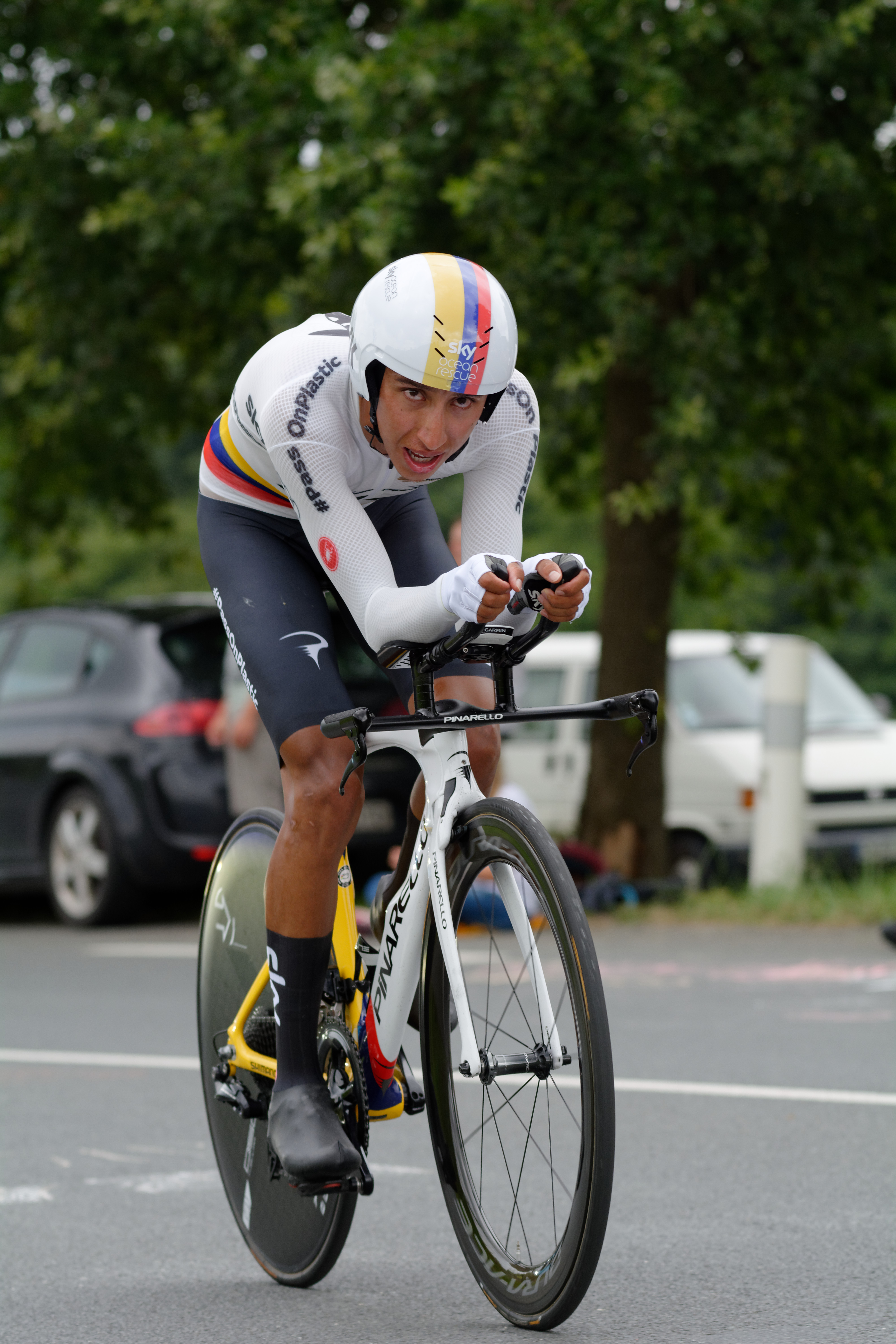
Tijdrit Ronde van Frankrijk 2018

### 2018
Zijn debuut voor Team Sky maakte Bernal in de Tour Down Under. Hij werd met zijn zesde plaats meteen de winnaar van het jongerenklassement. Begin februari won hij het nationale kampioenschap tijdrijden. Later die maand stond hij aan de start van de nieuw opgerichte Colombiaanse etappekoers Colombia Oro y Paz. Tijdens de slotrit werd hij tweede, maar had hij voldoende voorsprong om de allereerste winnaar van deze rittenkoers te worden. Hij zette ook het berg- en jongerenklassement op zijn naam. Halverwege maart startte Bernal in de Ronde van Catalonië, waar hij in de koninginnenrit als tweede eindigde en op diezelfde plek in het algemeen klassement stond. In de laatste etappe leek hij zijn podiumplaats veilig te stellen, maar brak bij een val zijn sleutelbeen en schouderblad en moest de wedstrijd verlaten.
Een maand later maakte hij in de Ronde van Romandië zijn rentree. Hij won de klimtijdrit en werd tweede in het klassement achter Primož Roglič. In de Ronde van Californië won hij twee bergritten en het eindklassement. In de Ronde van Frankrijk toonde hij zijn capaciteiten als klimmer. In dienst van Geraint Thomas en Chris Froome was hij een meerwaarde in het gebergte. Bernal eindigde zelf op de vijftiende plaats in het algemeen klassement in zijn allereerste 'Grote Ronde'. Hij werd tweede in het jongerenklassement, na Pierre-Roger Latour. In het najaar reed hij nog de Clasica San Sebastian en enkele Italiaanse eendagskoersen, zonder opvallende resultaten neer te zetten.

### 2019
Egan Bernal begon het nieuwe wielerjaar in zijn geboorteland Colombia met deelnames aan de nationale kampioenschappen en de Tour Colombia. In maart stond hij aan de start van de Franse rittenkoers Parijs-Nice waar hij zijn kopman Michał Kwiatkowski oversteeg en zowel het eind- als jongerenklassement won. Later die maand reed hij ook nog de Ronde van Catalonië waar hij derde werd. Na enkele maanden trainen stond Bernal aan de start van de Ronde van Zwitserland, waar hij na het uitvallen van kopman Geraint Thomas de zevende etappe won en meteen ook het eind- en jongerenklassement. In de aanloop van zijn tweede Ronde van Frankrijk werd Bernal door het wegvallen van Chris Froome en zijn mooie resultaten steeds meer als de favoriet aanzien, ook al was de titelverdediger zijn ploeggenoot. Met rugnummer 2 zou Bernal tijdens de Alpenritten opklimmen naar de leidersplaats en de halfweg stopgezette negentiende etappe winnen, hoewel deze rit officieel geen winnaar heeft. Zijn gele leiderstrui kwam niet meer in gevaar waardoor hij in Parijs de allereerste Colombiaan en Latijns-Amerikaan op de erelijst werd. Hij won ook het jongerenklassement en was meteen de jongste naoorlogse renner die de Tour won. Na zijn Tourzege stond Bernal aan de start van de lucratieve natourcriteriums in Aalst en Roeselare, waarvan hij die laatste won.

### 2022
Op 24 januari 2022 knalde Bernal tijdens een training in eigen land op een stilstaande bus. Dit was een valpartij met grote gevolgen. Elf ribfracturen, geperforeerde longen, een borsttrauma en twintig breuken in de knieschijf, duim, middenhandsbeentje, dijbeen, hals- en ruggenwervels waren het resultaat. Na meerdere operaties en een maandenlange revalidatie, keerde Bernal op 16 augustus 2022 in de Ronde van Denemarken terug in koers. Aansprekende resultaten waren dat seizoen niet meer haalbaar.

## Palmares

### Overwinningen
2015
 Pan-Amerikaans kampioen crosscountry, Junioren
2016
Jongerenklassement Internationale Wielerweek
Jongerenklassement Ronde van Trentino
1e etappe Ronde van Bihor-Bellotto
Eind- en jongerenklassement Ronde van Bihor-Bellotto
Jongerenklassement Ronde van Slovenië
2017
Jongerenklassement Ronde van San Juan
Jongerenklassement Internationale Wielerweek
Jongerenklassement Ronde van de Alpen
2e en 4e etappe Ronde van Savoie
Eind-, punten- en jongerenklassement Ronde van Savoie
2e en 3e etappe Sibiu Cycling Tour
Eind-, punten- en jongerenklassement Sibiu Cycling Tour
7e en 8e etappe Ronde van de Toekomst
Eindklassement Ronde van de Toekomst
Jongerenklassement Ronde van Toscane
2018
Jongerenklassement Tour Down Under
 Colombiaans kampioen tijdrijden, Elite
Eind-, berg- en jongerenklassement Colombia Oro y Paz
3e etappe Ronde van Romandië
2e en 6e etappe Ronde van Californië
  Eind- en jongerenklassement Ronde van Californië
2019
  Eind- en jongerenklassement Parijs-Nice
7e etappe Ronde van Zwitserland
  Eind- en jongerenklassement Ronde van Zwitserland
  Eind- en jongerenklassement Ronde van Frankrijk
Acht van Chaam)
Ronde van Piemonte
2020
3e etappe Route d'Occitanie
   Eind-, punten- en jongerenklassement Route d'Occitanie
2021
9e en 16e etappe Ronde van Italië
  Eind- en jongerenklassement Ronde van Italië
2025
 Colombiaans kampioen tijdrijden, Elite
 Colombiaans kampioen op de weg, Elite

## Resultaten in voornaamste wedstrijden
| Jaar | Ronde van Italië | Ronde van Frankrijk | Ronde van Spanje |
| ---- | ---------------- | ------------------- | ---------------- |
| 2017 |                  |                     |                  |
| 2018 |                  | 15e                 |                  |
| 2019 |                  | ↑                   |                  |
| 2020 |                  | opgave              |                  |
| 2021 | ↑ (2)            |                     | 6e               |
| 2022 |                  |                     |                  |
| 2023 |                  | 36e                 | 55e              |
| 2024 |                  | 29e                 |                  |
| 2025 | 7e               |                     |                  |

| Jaar | Luik-Bast.‑Luik | Ronde van Lombardije | Strade Bianche | Clásica San Sebastián |  | Wereldranglijsten |
| ---- | --------------- | -------------------- | -------------- | --------------------- |  | ----------------- |
| 2017 |                 | 13e                  |                |                       |  |                   |
| 2018 |                 | 12e                  |                | opgave                |  | 29e (UWT)         |
| 2019 |                 | ↑                    |                | opgave                |  | 4e (UWR)          |
| 2020 |                 |                      |                |                       |  | 101e (UWR)        |
| 2021 |                 |                      | ↑              | 16e                   |  |                   |
| 2022 |                 |                      |                |                       |  |                   |
| 2023 |                 |                      |                |                       |  |                   |
| 2024 | 21e             |                      |                |                       |  |                   |
| 2025 |                 |                      |                |                       |  |                   |

### Resultaten in kleinere rondes
| Jaar | Tour Down Under | Parijs-Nice | Tirreno-Adriatico | Ronde van Catalonië | Ronde van het Baskenland | Ronde van Romandië | Ronde van Californië | Critérium du Dauphiné | Ronde van Zwitserland | Tour Colombia |
| ---- | --------------- | ----------- | ----------------- | ------------------- | ------------------------ | ------------------ | -------------------- | --------------------- | --------------------- | ------------- |
| 2017 |                 |             | 16e               |                     |                          |                    |                      |                       |                       |               |
| 2018 | 6e              |             |                   | opgave              |                          | ↑ (1)              | ↑ (2)                |                       |                       | ↑             |
| 2019 |                 | ↑           |                   | ↑                   |                          |                    |                      |                       | ↑ (1)                 | 4e            |
| 2020 |                 |             |                   |                     |                          |                    |                      | opgave                |                       | 4e            |
| 2021 |                 |             | 4e                |                     |                          |                    |                      |                       |                       |               |
| 2022 |                 |             |                   |                     |                          |                    |                      |                       |                       |               |
| 2023 |                 |             |                   | opgave              | 92e                      | 8e                 | 12e                  |                       |                       |               |
| 2024 |                 | 7e          |                   | ↑                   |                          | 25e                |                      | 4e                    | 5e                    |               |
| 2025 |                 |             |                   | 7e                  |                          |                    |                      |                       |                       |               |

## Ploegen
- 2016 –  Androni Giocattoli-Sidermec
- 2017 –  Androni-Sidermec-Bottecchia
- 2018 –  Team Sky
- 2019 –  Team INEOS[5]
- 2020 –  Team INEOS
- 2021 –  INEOS Grenadiers
- 2022 –  INEOS Grenadiers
- 2023 –  INEOS Grenadiers
- 2024 –  INEOS Grenadiers
- 2025 –  INEOS Grenadiers

Bandiera · Benfatto · Bernal · Cecchinel · Chicchi · Dall'Antonia · Frapporti · Gavazzi · Nardin · Pacioni · Pellizotti · Ratto · Selvaggi · Taliani · Torres · Țvetcov · Viganò · Bonusi (stagiair) · De Marchi (stagiair) · Gasparrini (stagiair)
Ballerini · Benfatto · Bernal · Bonusi · Cattaneo · D'Urbano · Mar. Frapporti · Mat. Frapporti · Gavazzi · Malucelli · Masnada · Pacioni · Palini · Rivera · Sosa · Spreafico · Taliani · Torres · Vendrame
van Baarle · Basso · Bernal · Castroviejo · de la Cruz · Deignan · Dibben · Doull · Elissonde · Froome · Geoghegan Hart · Gołaś · Halvorsen · Seb. Henao · Ser. Henao · Intxausti · Kiryjenka · Knees · Kwiatkowski · Lawless · López · Moscon · Poels · Puccio · Rosa · Rowe · Sivakov · Stannard · Thomas · Wiśniowski
van Baarle · Basso · Bernal · Castroviejo · de la Cruz · Doull · Dunbar · Elissonde · Froome · Ganna · Geoghegan Hart · Gołaś · Halvorsen · Seb. Henao · Kiryjenka · Knees · Kwiatkowski · Lawless · Moscon · Narváez · Poels · Puccio · Rosa · Rowe · Sivakov · Sosa · Stannard · Swift · Thomas
Amador · Basso · Bernal · Carapaz  · Castroviejo · Dennis   · Doull · Dunbar · Froome · Ganna   · Geoghegan Hart · Gołaś · Hayter · Henao · Kiryjenka (t/m 31 januari) · Knees · Kwiatkowski · Lawless · Moscon · Narváez · Puccio · Rivera · Rodriguez · Rowe · Sivakov · Sosa · Stannard · Swift · Thomas · Van Baarle · Wurf (vanaf 1 februari)
Amador · Van Baarle · Basso · Bernal · Carapaz  · Castroviejo · De Plus · Dennis · Doull · Dunbar · Ganna     · Geoghegan Hart · Gołaś · Hayter · Henao · Kwiatkowski · Martínez · Moscon · Narváez · Pidcock (vanaf 1 februari) · Porte ·  Puccio · Rivera · Rodriguez · Rowe · Sivakov · Sosa · Swift · Thomas · Wurf · Yates · Plapp (stagiair)
Amador · Bernal · Carapaz  · Castroviejo · De Plus · Dunbar · Fraile · Ganna   · Geoghegan Hart · E. Hayter · Heiduk · Kwiatkowski · Martínez · Narváez · Pidcock · Plapp · Porte ·  Puccio · Rivera · Rodriguez · Rowe · Sheffield · Sivakov · Swift · Thomas · Tulett · Turner · Van Baarle · Viviani · Wurf · Yates · L. Hayter (stagiair)
- Gemeinsame Normdatei: 1236680111
- Virtual International Authority File: 4939156619125728780003